# دائرة الماء الأبيض
دائرة الماء الأبيض إحدى دوائر ولاية تبسة الجزائرية. عاصمتها هي الماء الأبيض و تضم بلديات: 
- الحويجبات
- الماء الأبيض